# Việt Nam tại Robocon
Trong cuộc thi Robocon, đội tuyển Việt Nam đã 18 lần góp mặt với 21 đội. Với 7 lần vô địch vào các năm 2002, 2004, 2006, 2014, 2015, 2017, 2018, Việt Nam đang là nước có nhiều lần vô địch nhất trong cuộc thi này.

## Thành tích

### Robocon Châu Á - Thái Bình Dương
| Năm  | Đội              | Trường                                         | Kết quả   |
| ---- | ---------------- | ---------------------------------------------- | --------- |
| 2002 | Telematic        | Đại học Bách khoa Thành phố Hồ Chí Minh        | Vô địch   |
| 2003 | BKCT             | Đại học Bách khoa Hà Nội                       | Hạng ba   |
| 2004 | FXR              | Đại học Bách khoa Thành phố Hồ Chí Minh        | Vô địch   |
| 2005 | BK CBG1          | Đại học Bách khoa Hà Nội                       | Vòng bảng |
| 2006 | BKPRO            | Đại học Bách khoa Thành phố Hồ Chí Minh        | Vô địch   |
| 2007 | BKDC             | Đại học Bách khoa Đà Nẵng                      | Tứ kết    |
| 2007 | ĐT03             | Đại học Công nghiệp Hà Nội                     | Vòng bảng |
| 2008 | FEE-02           | Đại học Công nghiệp Hà Nội                     | Tứ kết    |
| 2009 | SPK - Knight     | Đại học Sư phạm kỹ thuật Thành phố Hồ Chí Minh | Hạng ba   |
| 2010 | LH LED           | Đại học Lạc Hồng                               | Á quân    |
| 2011 | LH - B7          | Đại học Lạc Hồng                               | Hạng ba   |
| 2012 | LH - CACTUS 2    | Đại học Lạc Hồng                               | Á quân    |
| 2013 | LH - SEE         | Đại học Lạc Hồng                               | Á quân    |
| 2013 | LH - NVN EAGLE   | Đại học Lạc Hồng                               | Hạng ba   |
| 2014 | LH - NVN         | Đại học Lạc Hồng                               | Vô địch   |
| 2015 | FR1              | Đại học Sư phạm Kỹ thuật Hưng Yên              | Vô địch   |
| 2016 | LH - FF          | Đại học Lạc Hồng                               | Tứ kết    |
| 2017 | LH - NICESHOT    | Đại học Lạc Hồng                               | Vô địch   |
| 2018 | LH - ATM         | Đại học Lạc Hồng                               | Tứ kết    |
| 2018 | LH - GALAXY      | Đại học Lạc Hồng                               | Vô địch   |
| 2019 | LH - WAO         | Đại học Lạc Hồng                               | Hạng ba   |
| 2023 | DCN - ĐT 02      | Đại học Công nghiệp Hà Nội                     | Hạng ba   |
| 2024 | SKH - AUTOMATION | Đại học Sư phạm Kỹ thuật Hưng Yên              | Á quân    |
| 2024 | SKH - CK1        | Đại học Sư phạm Kỹ thuật Hưng Yên              | Hạng ba   |
| 2025 | LH - UDS         | Đại học Lạc Hồng                               |           |

### Robocon Việt Nam
| Năm  | Đội (Vô địch) Trường                                   | Nhì                                                    | Ba                                                     | Ba                                                     |
| ---- | ------------------------------------------------------ | ------------------------------------------------------ | ------------------------------------------------------ | ------------------------------------------------------ |
| 2002 | Telematic ĐH Bách Khoa TPHCM                           |                                                        |                                                        |                                                        |
| 2003 | BKCT ĐH Bách Khoa Hà Nội                               | TTC Học Viện Kỹ Thuật Quân Sự                          | KSD ĐH Bách Khoa Hà Nội                                | FXR++ ĐH Bách Khoa TPHCM                               |
| 2004 | FXR ĐH Bách Khoa TPHCM                                 | BK HTS1 ĐH Bách Khoa Hà Nội                            |                                                        |                                                        |
| 2005 | BK CBG1 ĐH Bách Khoa Hà Nội                            | EDIC ĐH Công Nghiệp TPHCM                              | FTL1 Học Viện Kỹ Thuật Quân Sự                         | RAM@CTION ĐH SPKT TPHCM                                |
| 2006 | BKPRO ĐH Bách Khoa TPHCM                               | BKAZX ĐH Bách Khoa Hà Nội                              | BKFTV ĐH Bách Khoa Hà Nội                              | TRY ĐH SPKT TPHCM                                      |
| 2007 | BKDC ĐH Bách Khoa Đà Nẵng                              | DT03 ĐH Công Nghiệp Hà Nội                             | BK BAMBOO ĐH Bách Khoa Hà Nội                          | MTA SUNPAC Học Viện Kỹ Thuật Quân Sự                   |
| 2008 | FEE02 ĐH Công Nghiệp Hà Nội                            | Ngũ Hành Sơn ĐH Bách Khoa Đà Nẵng                      | BK FET ĐH Bách Khoa Hà Nội                             | CD9 CNII Cao Đẳng Kinh Tế Kỹ Thuật Công Nghiệp 2       |
| 2009 | SPK-NIGHT ĐH SP Kỹ Thuật TP HCM                        | HỒNG HÀ CTM Học Viện Kỹ Thuật Quân Sự                  | SUNWARD ĐH SPKT Hưng Yên                               | BK AMT                                                 |
| 2010 | LH LED ĐH Lac Hồng                                     | VOI03 ĐH Công Nghiệp Hà Nội                            | LH-BEE ĐH Lạc Hồng                                     | NAT PRO ĐH SPKT Hưng Yên                               |
| 2011 | LH-B7 ĐH Lạc Hồng                                      | ALLIGATOR ĐH Công Nghiệp Hà Nội                        | LH- CACTUS1 ĐH Lạc Hồng                                | LH-CACTUS2 ĐH Lạc Hồng                                 |
| 2012 | LH- CACTUS 2 ĐH Lạc Hồng                               | BK SPIRIT ĐH Bách Khoa Đà Nẵng                         | LH- CACTUS1 ĐH Lạc Hồng                                | CNTT12 Trường Sỹ Quan Thông Tin                        |
| 2013 | LH-SEE ĐH Lạc Hồng                                     | LH-NVN Eagle ĐH Lạc Hồng                               | BKD-PTC ĐH Bách Khoa Đà Nẵng                           | LH-ET* ĐH Lạc Hồng                                     |
| 2014 | LH NVN ĐH Lạc Hồng                                     | LH-DCN ĐH Lạc Hồng                                     | DTU-Titan ĐH Duy Tân Đà Nẵng                           | UNETIDT21 ĐH Kinh Tế Kỹ Thuật Công Nghệ HN             |
| 2015 | FR1 ĐH SP KT Hưng Yên                                  | FIRE WIN ĐH SPKT Hưng Yên                              | CNDT04 ĐH Công Nghiệp Hà Nội                           | LH SEED ĐH Lạc Hồng                                    |
| 2016 | LH-FF ĐH Lạc Hồng                                      | LH ACE ĐH Lạc Hồng                                     | LHF ĐH Lạc Hồng                                        | FI02 ĐH Trần Đại Nghĩa                                 |
| 2017 | LH-Niceshot ĐH Lạc Hồng                                | SKH2 ĐH SPKT Hưng Yên                                  | SKH4 ĐH SPKT Hưng Yên                                  | SPK-Kratos ĐH SPKT TPHCM                               |
| 2018 | LH-ATM ĐH Lạc Hồng                                     | LH-Galaxy ĐH Lạc Hồng                                  | SKH4 ĐH SPKT Hưng Yên                                  | VTEC-Summer Cao đẳng kỹ thuật Vĩnh Phúc                |
| 2019 | LH-WAO ĐH Lạc Hồng                                     | SKH3 ĐH SP KT Hưng Yên                                 | Sao Đỏ Legend ĐH Sao Đỏ                                | DCN-ĐT03 ĐH Công Nghiệp Hà Nội                         |
| 2020 | Bị hủy do ảnh hưởng của đại dịch Covid-19 tại Việt Nam | Bị hủy do ảnh hưởng của đại dịch Covid-19 tại Việt Nam | Bị hủy do ảnh hưởng của đại dịch Covid-19 tại Việt Nam | Bị hủy do ảnh hưởng của đại dịch Covid-19 tại Việt Nam |
| 2021 | Bị hủy do ảnh hưởng của đại dịch Covid-19 tại Việt Nam | Bị hủy do ảnh hưởng của đại dịch Covid-19 tại Việt Nam | Bị hủy do ảnh hưởng của đại dịch Covid-19 tại Việt Nam | Bị hủy do ảnh hưởng của đại dịch Covid-19 tại Việt Nam |
| 2022 | Bị hủy do ảnh hưởng của đại dịch Covid-19 tại Việt Nam | Bị hủy do ảnh hưởng của đại dịch Covid-19 tại Việt Nam | Bị hủy do ảnh hưởng của đại dịch Covid-19 tại Việt Nam | Bị hủy do ảnh hưởng của đại dịch Covid-19 tại Việt Nam |
| 2023 | DCN-ĐT02 ĐH Công Nghiệp Hà Nội                         | LH-J4F Đại học Lạc Hồng                                | UNETI-TNT và UNETI-102 ĐH Kinh Tế Kỹ Thuật Công Nghiệp | UNETI-TNT và UNETI-102 ĐH Kinh Tế Kỹ Thuật Công Nghiệp |
| 2024 | SKH - AUTOMATION ĐH SP KT Hưng Yên                     | SKH - CK1 ĐH SP KT Hưng Yên                            | LH-J4F ĐH Lạc Hồng                                     | SKH - TECH ĐH SP KT Hưng Yên                           |
| 2025 |                                                        |                                                        |                                                        |                                                        |

## Robocon Việt Nam theo trường
| Trường                                         | Số lần | Năm                                                        |
| ---------------------------------------------- | ------ | ---------------------------------------------------------- |
| Đại học Lạc Hồng                               | 10     | 2010, 2011, 2012, 2013, 2014, 2016, 2017, 2018, 2019, 2025 |
| Đại học Bách khoa Thành phố Hồ Chí Minh        | 3      | 2002, 2004, 2006                                           |
| Đại học Bách khoa Hà Nội                       | 2      | 2003, 2005                                                 |
| Đại học Công nghiệp Hà Nội                     | 2      | 2008, 2023                                                 |
| Đại học Sư phạm Kỹ thuật Hưng Yên              | 2      | 2015, 2024                                                 |
| Đại học Bách khoa Đà Nẵng                      | 1      | 2007                                                       |
| Đại học Sư phạm Kỹ thuật Thành phố Hồ Chí Minh | 1      | 2009                                                       |

In đậm là năm đội tuyển của trường đại học vô địch Robocon Việt Nam đồng thời giành chức vô địch Robocon Châu Á - Thái Bình Dương.

## Thành viên nổi bật
- Hồ Vĩnh Hoàng, thành viên đội BKCT vô địch Robocon Việt Nam năm 2003, hiện là người sáng lập công ty sản xuất robot và đồ chơi thông minh TOSY.
- Lưu Anh Tiến, đội trưởng đội BKPro vô địch Robocon Việt Nam và Châu Á Thái Bình Dương 2006, hiện là giám đốc chuỗi siêu thị mẹ và bé Con Cưng.
- Trình Tuấn, thành viên đội BKPro vô địch Robocon Việt Nam và Châu Á Thái Bình Dương năm 2006, người sáng lập Ngân hàng sữa mẹ, giám đốc công ty BabyMe, một ứng dụng trên smartphone để giúp đỡ các cha mẹ chăm sóc trẻ nhỏ. Tác giả cuốn tự truyện "Ba muốn nuôi con bằng sữa mẹ" do Nhã Nam xuất bản, trong đó có chương nói về hành trình theo đuổi đam mê robot từ khi là học sinh.
- Phạm Văn Chiến, đội trưởng đội FEE02 vô địch Robocon Việt Nam năm 2008, hiện đang được giữ lại là giảng viên Đại học Công nghiệp Hà Nội.